# C4.5
C4.5 — алгоритм для построения деревьев решений, разработанный Джоном Квинланом (англ. John Ross Quinlan). C4.5 является усовершенствованной версией алгоритма ID3 того же автора. В частности, в новую версию были добавлены отсечение ветвей (англ. pruning), возможность работы с числовыми атрибутами, а также возможность построения дерева из неполной обучающей выборки, в которой отсутствуют значения некоторых атрибутов.

## Требования к данным
Для того, чтобы с помощью C4.5 построить решающее дерево и применять его, данные должны удовлетворять нескольким условиям.
Информация об объектах, которые необходимо классифицировать, должна быть представлена в виде конечного набора признаков (атрибутов), каждый из которых имеет дискретное или числовое значение. Такой набор атрибутов назовём примером. Для всех примеров количество атрибутов и их состав должны быть постоянными.
Множество классов, на которые будут разбиваться примеры, должно иметь конечное число элементов, а каждый пример должен однозначно относиться к конкретному классу. Для случаев с нечёткой логикой, когда примеры принадлежат к классу с некоторой вероятностью, C4.5 неприменим.
В обучающей выборке количество примеров должно быть значительно больше количества классов, к тому же каждый пример должен быть заранее ассоциирован со своим классом. По этой причине C4.5 является вариантом машинного обучения с учителем.

## Построение дерева
Пусть имеется {\displaystyle T} — обучающая выборка примеров, а {\displaystyle C} — множество классов, состоящее из {\displaystyle k} элементов. Для каждого примера из {\displaystyle T} известна его принадлежность к какому-либо из классов {\displaystyle C_{1}\ldots C_{k}}.
Построение дерева решений алгоритмом C4.5 принципиально не отличается от его построения в ID3. На первом шаге имеется корень и ассоциированное с ним множество {\displaystyle T}, которое необходимо разбить на подмножества. Для этого необходимо выбрать один из атрибутов в качестве проверки. Выбранный атрибут {\displaystyle A} имеет {\displaystyle n} значений, что даёт разбиение на {\displaystyle n} подмножеств. Далее создаются {\displaystyle n} потомков корня, каждому из которых поставлено в соответствие своё подмножество, полученное при разбиении {\displaystyle T}. Процедура выбора атрибута и разбиения по нему рекурсивно применяется ко всем {\displaystyle n} потомкам и останавливается в двух случаях:
- после очередного ветвления в вершине оказываются примеры из одного класса (тогда она становится листом, а класс, которому принадлежат её примеры, будет решением листа),
- вершина оказалась ассоциированной с пустым множеством (тогда она становится листом, а в качестве решения выбирается наиболее часто встречающийся класс у непосредственного предка этой вершины).

## Реализации
- J48 — реализация на языке Java, входит в пакет Weka[1].
- C5.0 (для Linux) / See5 (для Windows) — реализация Квинлана на языке C.